# Microchilus curviflorus
Microchilus curviflorus är en orkidéart som beskrevs av Paul Ormerod. Microchilus curviflorus ingår i släktet Microchilus och familjen orkidéer.

## Underarter
Arten delas in i följande underarter:
- M. c. azulitae
- M. c. curviflorus